# Дій, Маню!
«Дій, Маню!» (рос. «Действуй, Маня!») — російський радянський гостросюжетний та ексцентричний комедійний фільм, виробництва кіностудії «Ленфільм» 1991 року. В основі сюжетної лінії пригоди супергероя, створеного штучно.

## Сюжет
Два вчених: біолог-генетик (Євген Весник) та програміст Костя (Сергій Бєхтєрєв) створюють робота-супермена. Однак у процесі програмування відбувається помилка: суперменові надається образ дівчини з еротичного плаката, про яку потай мріяв програміст.
В результаті вчені отримують супервумен Маню (Юлія Меньшова). Незважаючи на свої зовнішні дані, вона готова виконувати і первісну програму, тобто боротьбу з рекетом. І вона успішно виконує завдання: її не беруть ні кулі, ні ракети «земля-повітря». Однак, мафія знаходить, чим пройняти борців зі злочинністю: Кості підставляють справжню дівчину з плаката і він забуває про Маню, а Маня виявляється не в змозі впоратися з новітніми досягненнями Академії наук. 
Але все закінчується щасливо — злочинність знищена, ось тільки разом з цим закінчується і програма супервумен. Творці скрашують останні дні її існування заслуженою відпусткою.

## У ролях
| Актор                 | Роль                           |
| --------------------- | ------------------------------ |
| Юлія Меньшова         | Маня                           |
| Євген Вєснік          | біолог-генетик Євген Данилович |
| Сергій Бехтерєв       | програміст Костя               |
| Георгій Мілляр        | функціонер Іван Якимович       |
| Анатолій Рудаков      | запросив Маню на танець        |
| Віктор Бичков         | Бичков                         |
| Євген Моргунов        | кінорежисер                    |
| Станіслав Садальський | м'ясник Вася                   |
| Семен Фурман          | Алік                           |
| Сергій Селін          | льотчик                        |
| Роман Філіппов        | генерал                        |
| Анатолій Азо          | шеф                            |
| Леонард Варфоломєєв   | ресторатор                     |
| Ігор Добряков         | мафіозі                        |
| Сергій Полежаєв       | секретар Івана Якимовича       |
| Володимир Басов       | підприємець на ринку           |
| Карина Разумовська    | епізод                         |
| Шухрат Іргашев        | епізод                         |
| Олександр Сластін     | координатор                    |
| Сергій Твердохлебов   | Чіз                            |
| Володимир Рубльов     | грабіжник                      |